# Cristiano Mascaro
Cristiano Alckmin Mascaro (Catanduva, 22 de outubro de 1944) é um arquiteto e fotógrafo brasileiro. Atuou como repórter fotográfico na revista Veja, entre 1968 e 1972. Dedica-se a documentar as cidades brasileiras, em especial a arquitetura da cidade de São Paulo.

## Biografia
Filho de Carlos Mascaro e Maria de Lourdes Alckmin, ambos professores. 
Mestre em estruturas ambientais urbanas, com a dissertação O Uso da Fotografia na Interpretação do Espaço Urbano (1986) e Doutor (1994), com a tese A Fotografia e a Arquitetura, ambos pela Faculdade de Arquitetura e Urbanismo da Universidade de São Paulo, onde dirigiu o Laboratório de Recursos Audiovisuais entre 1974 e 1988.
Foi professor de fotojornalismo da Enfoco Escola de Fotografia (1972-1975) e de comunicação visual na Faculdade de Arquitetura e Urbanismo de Santos (1976-1986).

## Prêmios
- Prêmio Eugène Atget do Musée de l’Art Moderne de la Ville de Paris (1985),
- Bolsa Vitae de Artes

## Mostras individuais
- 1974 - Paisagem Urbana, Galeria Enfoco, São Paulo
- 1976 - Bom Retiro e Luz: um roteiro, Pinacoteca do Estado de São Paulo
- 1981 - Ninguém Ensina o que Não Sabe, Pinacoteca do Estado de São Paulo
- 1986 - A Avenida São João, Galeria Fotoptica, São Paulo
- 1989 - As Melhores Fotos de Cristiano Mascaro, Museu da Imagem e do Som, São Paulo
- 1991 - As Cidades de São Paulo e do Rio de Janeiro, Galeria Cândido Mendes, Rio de Janeiro
- 1994 - Brasil: Arquitetura Recente, Deutsches Architektur Museum, Frankfurt
- 1994 - Casas Brasileiras, Fundação Cultural de Curitiba
- 1996 - Luzes da Cidade, Museu de Arte de São Paulo Assis Chateaubriand
- 1997 - Registros Urbanos, Paço Imperial, Rio de Janeiro
- 2004 - São Paulo Contemporânea, Instituto Moreira Salles, São Paulo
- 2006 - Cidades Reveladas, Museu da Casa Brasileira, São Paulo

## Exposições coletivas
- 1971 - 9 Fotógrafos de São Paulo, Museu de Arte Contemporânea da Universidade de São Paulo
- 1979 - Brás: Uma Documentação Fotográfica, Museu da Imagem e do Som, São Paulo
- 1981 - Fotografie Lateinamerika, von 1860 bis Heute, Kunsthaus, Zurique
- 1983 - Brazilian Photography, The Photographers Gallery, Londres
- 1983 - Brésil des Brésiliens, Centre Georges Pompidou, Paris
- 1984 - Tradição e Ruptura, Fundação Bienal de São Paulo
- 1986 - 2ª Bienal de la Habana
- 1988 - 17ª Triennale, Milão
- 1988 - Brazil Project, PS-1, Institute for Art and Urban Resources, Nova Iorque
- 1992 - Brasilien: entdeckung und selbstentdeckung, Kunsthaus, Zurique
- 1997 - Arte/Cidade 3: A Cidade e suas Histórias, São Paulo
- 1999 - Brasilianische Fotografie 1946 bis 1998, Kunstmuseum, Wolfsburg
- 2003 - MAC USP 40 Anos: interfaces contemporâneas, Museu de Arte Contemporânea da Universidade de São Paulo
- 2004 - São Paulo 450 Anos: a imagem e a memória da cidade no acervo do Instituto Moreira Salles, Centro Cultural Fiesp, São Paulo

## Livros
- A Cidade.  Cia. Rhodia do Brasil, São Paulo, 1979.
- Cristiano Mascaro – As Melhores Fotos/The Best Photos. São Paulo: Sver & Boccato Editores, 1989.
- Luzes da Cidade. São Paulo: DBA, 1996.
- Itinerários Culturales en Brasil. Buenos Aires: Embaixada do Brasil, 1999.
- São Paulo. São Paulo: Editora Senac, 2000.
- O patrimônio construído. São Paulo: Editora Capivara, 2002.
- Imagens do Rio Grande do Sul. São Paulo: Instituto Moreira Salles, 2003.
- Cristiano Mascaro – Coleção Senac de Fotografia, vol. 11. São Paulo: Editora Senac, 2006.
- Cidades Reveladas. São Paulo: Bei, 2006.
- Desfeito e refeito. São Paulo: Bei, 2007.
- Tiradentes - um olhar para dentro. São Paulo: Bei, 2010.
- Fazendas do Ouro. São Paulo: Edições Fadel, 2011.
- Surpresas de Tóquio. São Paulo: DBA, 2014.
- Rio Revelado. Rio de Janeiro: Casa da Palavra, 2015.